# Fatiga pandémica

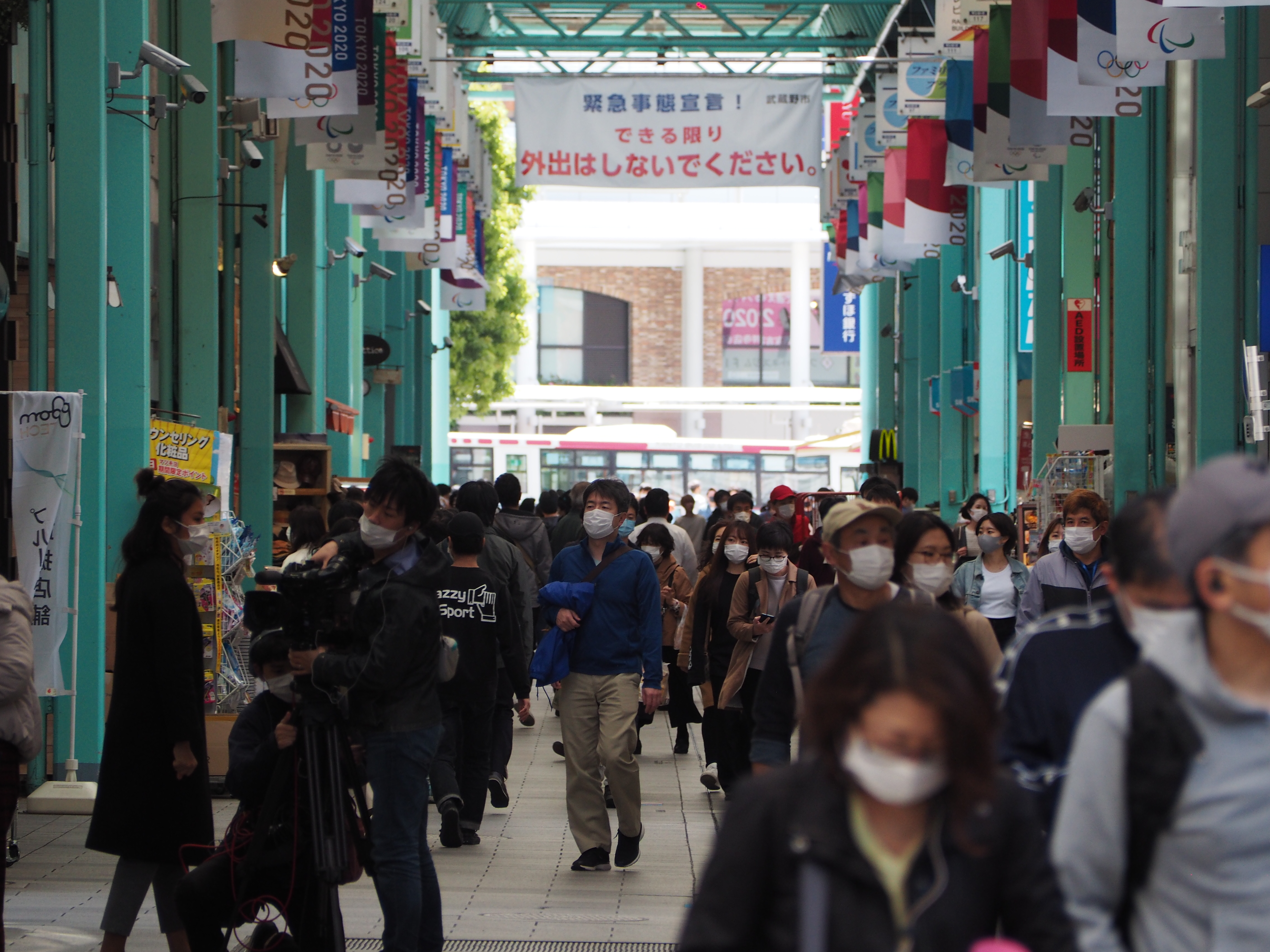
Debido a la fatiga pandémica se pueden ver multitudes que van contra el consejo de responsables sanitarios. En la foto, visitantes de una zona comercial de Tokio a pesar de que se ha aconsejado quedarse en casa durante la Pandemia de COVID-19.

La fatiga pandémica es el estado de agotamiento psicológico por las restricciones y precauciones que se recomienda adoptar durante una pandemia. A menudo dicho estado se debe a la prolongación de las restricciones y la carencia de actividades a las que dedicarse, lo que puede resultar en aburrimiento, tristeza, abulia, depresión u otros padecimientos. De este modo algunas personas tienden a abandonar estas precauciones y aumentan el riesgo de contagiarse. La fatiga pandémica puede ser responsable de un incremento en el número de casos.

## Influencias

### Normas sociales
Las normas sociales pueden influir en la fatiga pandémica: si se permite abrir lugares de fácil contagio como bares, restaurantes o gimnasios, los asistentes pueden entender erróneamente que esos entornos son seguros y no respetar el distanciamiento físico, no lavarse correctamente las manos o no llevar apropiadamente la mascarilla. Del mismo modo, evitar el contacto físico entre personas, especialmente las expresiones de saludo y despedida, como los abrazos, besos y apretones de mano, también produce en el mediano y largo plazo un efecto en el plano afectivo.

## Respuesta
La epidemióloga Julia Marcus escribió que abstenerse indefinidamente de todo contacto social no era una manera sostenible de contener una pandemia. Extrayendo lecciones de la prevención de la infección por VIH, aconsejó un principio de reducción del daño más que un planteamiento "todo o nada" para controlar la pandemia de COVID-19.

## Pandemia de COVID-19
Específicamente la fatiga covid es el estado de agotamiento mental por la amenaza de la COVID-19 y por las medidas precautorias para evitar contagios. La preocupación por perder la seguridad económica y contraer la enfermedad contribuyen a este sentimiento de fatiga. La fatiga covid ha conducido a algunas personas a no seguir las directrices de precaución, aumentando así su riesgo de contraer el coronavirus SARS-CoV-2. Muchas personas están cansadas de los confinamientos y de no poder hacer vida normal. El mayor consumo de alcohol y fármacos también contribuye al sentimiento de cansancio.
Cuando terminaron los confinamientos en muchas partes del mundo, numerosas personas empezaron a no hacer caso de las recomendaciones de quedarse en casa, sino que fueron a bares y restaurantes, haciendo que la enfermedad se extendiera más rápidamente.